# Поттер, Гарри (рядовой)
Гарри Поттер (англ. Harry Potter; 16 сентября 1920, Киддерминстер, Вустершир, Великобритания — 22 июля 1939, под Хевроном, подмандатная Палестина) — рядовой Королевского Вустерширского полка армии Великобритании, чья могила в Рамле (Израиль) стала достопримечательностью после выхода книг Дж. К. Роулинг.

## Жизнь и гибель
Гарри Поттер родился в многодетной семье сапожника Дэвида Поттера, инвалида Первой мировой войны в городке Киддерминстер, недалеко от Бирмингема. У него было 7 братьев и сестёр. В 14 лет оставил школу и пошёл работать на ковровую фабрику, чтобы прокормить семью. 3 января 1938 года, в возрасте 16 лет, с той же целью записался в Бирмингеме в армию, прибавив себе два года, остававшиеся до совершеннолетия (поэтому на надгробии указан возраст 19 лет). Был зачислен в 1-й батальон Вустерширского полка, служил шофёром в автотранспортном отделении. Имел прозвище «Гарри-авария» (Crash Harry).
В сентябре батальон был направлен в подмандатную Палестину для подавления арабского восстания и сразу же активно включился в антиповстанческие операции. С весны 1939 года Гарри был придан роте «D», расквартированной у водокачки, подающей воду в Хеврон, и расположенной в 10 км (6 миль) к югу от города, по  дороге на Вирсавию.
Это место было прозвано  англичанами «Пампет» («Pumpet», сокращение от «pumping station»).
Поздним вечером 22 июля рота «D», возвращавшаяся из Ас-Саму, была атакована под прикрытием темноты вооружённой группой на 39-м км дороги Хеврон — Вирсавия. Во время боя рядовой Гарри Поттер был убит, а рядовые Дерби, Варвик, Пирсон и Симмондс ранены. Джозеф Дерби умер в Иерусалимском госпитале 7 сентября.
Сохранилось письмо Поттера матери, в котором он обещает приехать на Рождество и купить велосипед 6-летнему брату Кену. Письмо было получено через день после того, как семья узнала о его гибели:
Дорогая мама, 
В ответ на твое письмо, у меня все в порядке. Я надеюсь быть дома на Рождество. Если я не буду, значит, мне немного не повезло. 
В настоящее время я нахожусь в месте, которое мы называем Пампет. Теперь нас особенно не загружают работой, и я надеюсь, что у вас все в порядке. Я надеюсь, что папа все еще на работе. Скажи Кену, что я не забыл о его велосипеде. Я надеюсь, Алиса <старшая сестра> в порядке. 
Мы много ходили и плавали в последнее время. Вы, наверное, читали в газетах. 
Я не хвастаюсь, но слушайте новости по радио, и услышите, какую работу сделали вустерширцы. Ну, я думаю, что это все на сегодня. 

Будьте здоровы — Гарри-авария.

## Могила
Поттер был похоронен с воинскими почестями на британском военном кладбище в Рамле. На надгробии было написано: 
Памяти рядового Гарри Поттера, №5251351, 1-й б-н Вустерширского полка, убитого в бою под Хевроном 22.7.1939, в возрасте 19 лет и 10 месяцев
Могила внесена местным муниципалитетом в списки городских туристических достопримечательностей.
- 1 батальон Вустерширского полка отъезжает в Палестину
- "Пампет"
- Похороны Гарри Поттера
- Похороны Гарри Поттера